# کینگز موبرن
کینگز موبرن (به انگلیسی: King's Meaburn) یک روستا و محله مدنی در بریتانیا است که در منطقه ادن واقع شده‌است. کینگز موبرن ۱۳۵ نفر جمعیت دارد.